# Missing Man Table

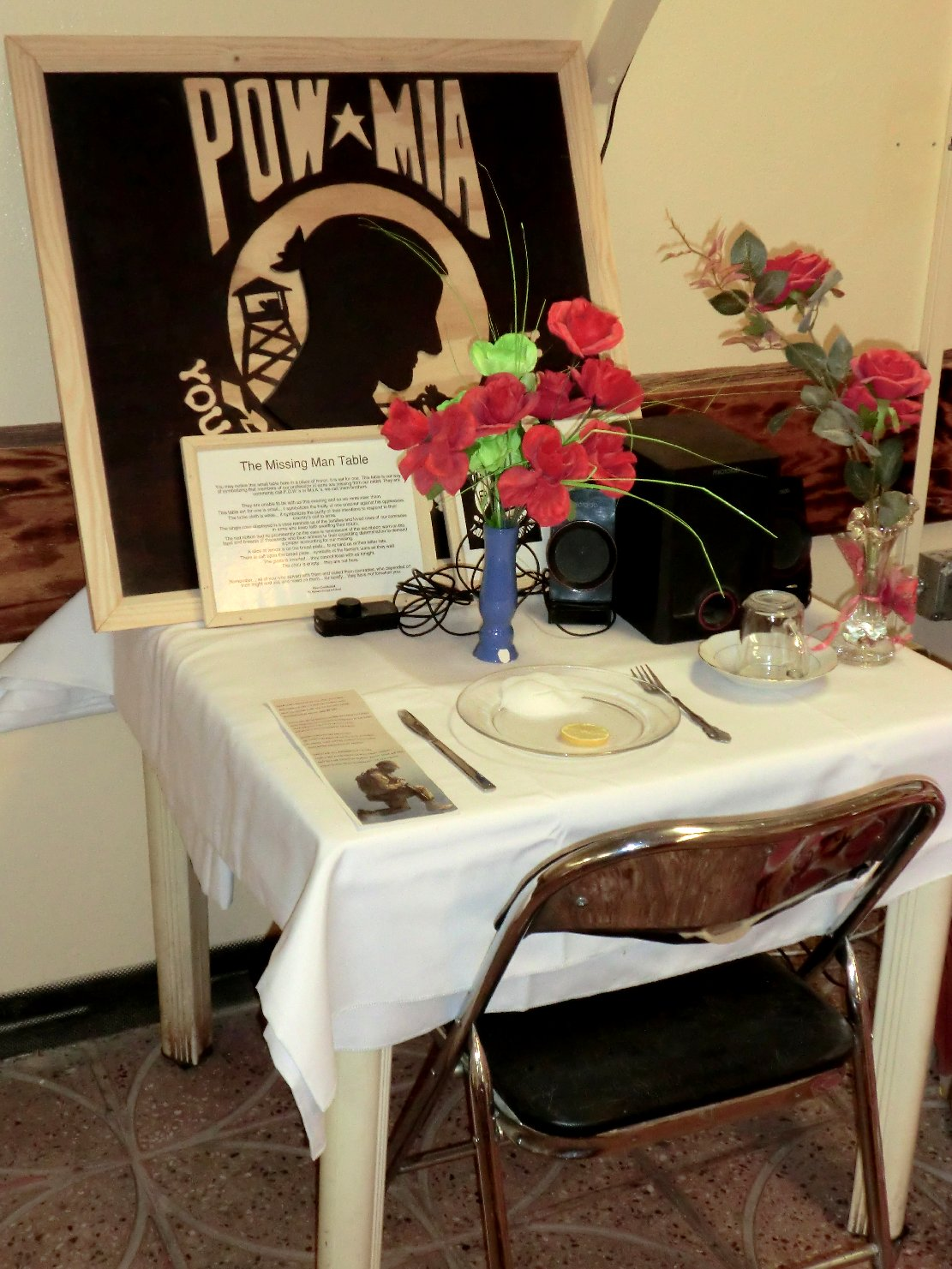
Ein Missing Man Table im Camp Spann in Dehdadi/Afghanistan im November 2011

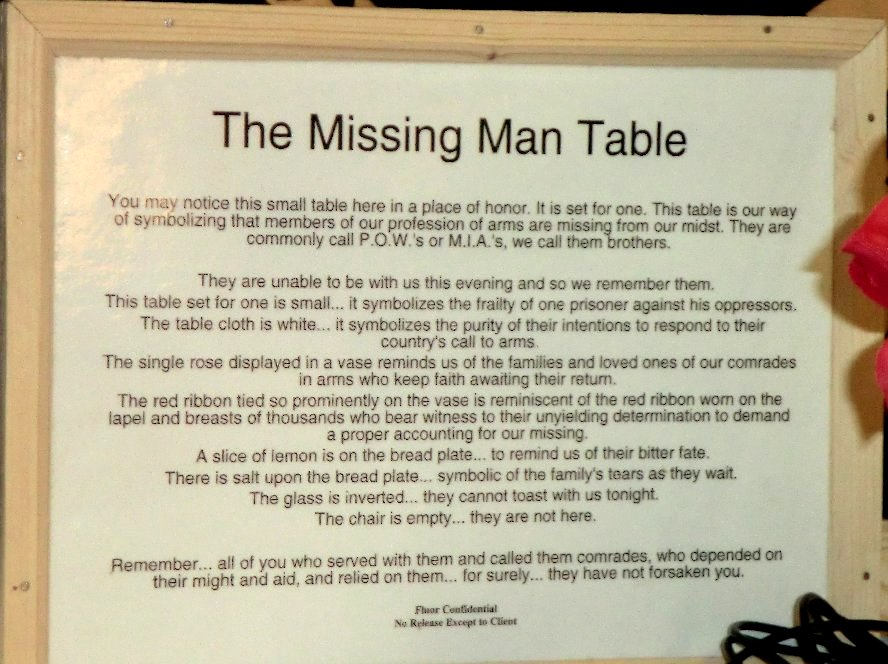
Hinweistafel mit Erläuterungen zum Missing Man Table

Der Missing Man Table (auf Deutsch etwa Tisch für den fehlenden oder vermissten Mann/Kameraden) ist eine Art Ehrenplatz im Gedenken an gefallene, vermisste (Missing In Action (MIA)) oder in Kriegsgefangenschaft geratene (Prisoner of War (POW)) Soldaten in jedem Speisesaal der US-amerikanischen Streitkräfte.
Der Tisch steht in der Regel im Bereich des Eingangs zum Speisesaal oder gut sichtbar an einer Wand. Bei großen Veranstaltungen ist der Missing Man Table für sechs Personen gedeckt. Dabei steht je ein Gedeck für die Angehörigen der Army, der Navy, des United States Marine Corps, der Air Force und der Coast Guard. Das sechste Gedeck am Tisch erinnert an die Zivilisten, die im Dienst der Streitkräfte gefallen sind oder vermisst werden.

## Aufbau und Symbolik
Der nicht besetzte Platz steht dafür, dass der vermisste oder gefallene Soldat nun nicht mehr bei seinen Kameraden sein kann.
Der Tisch ist weiß; dies soll die Reinheit der Absichten symbolisieren, weswegen der Kamerad einst für die Armee seines Landes einstand.
Eine rote Rose symbolisiert die Liebe der Familie des Soldaten, eine rote Schleife um die Vase die vielen Witwen durch den Tod der unzähligen Kameraden.
Eine Zitronenscheibe auf dem Teller steht für den bitteren Geschmack des Verlustes, eine Prise Salz für die Tränen der Familien. Ein umgedrehtes Glas bedeutet, dass der Gefallene nicht mehr mit seinen Kameraden anstoßen kann.